# كشمش خشن الملمس
الكشمش الخشن الملمس هو نوع نبات، اسمه العلمي Ribes hirtellum، وهو من جنس الكشمش من الفصيلة الكشمشية، يكثر في أمريكا الشمالية.

## معرض صور

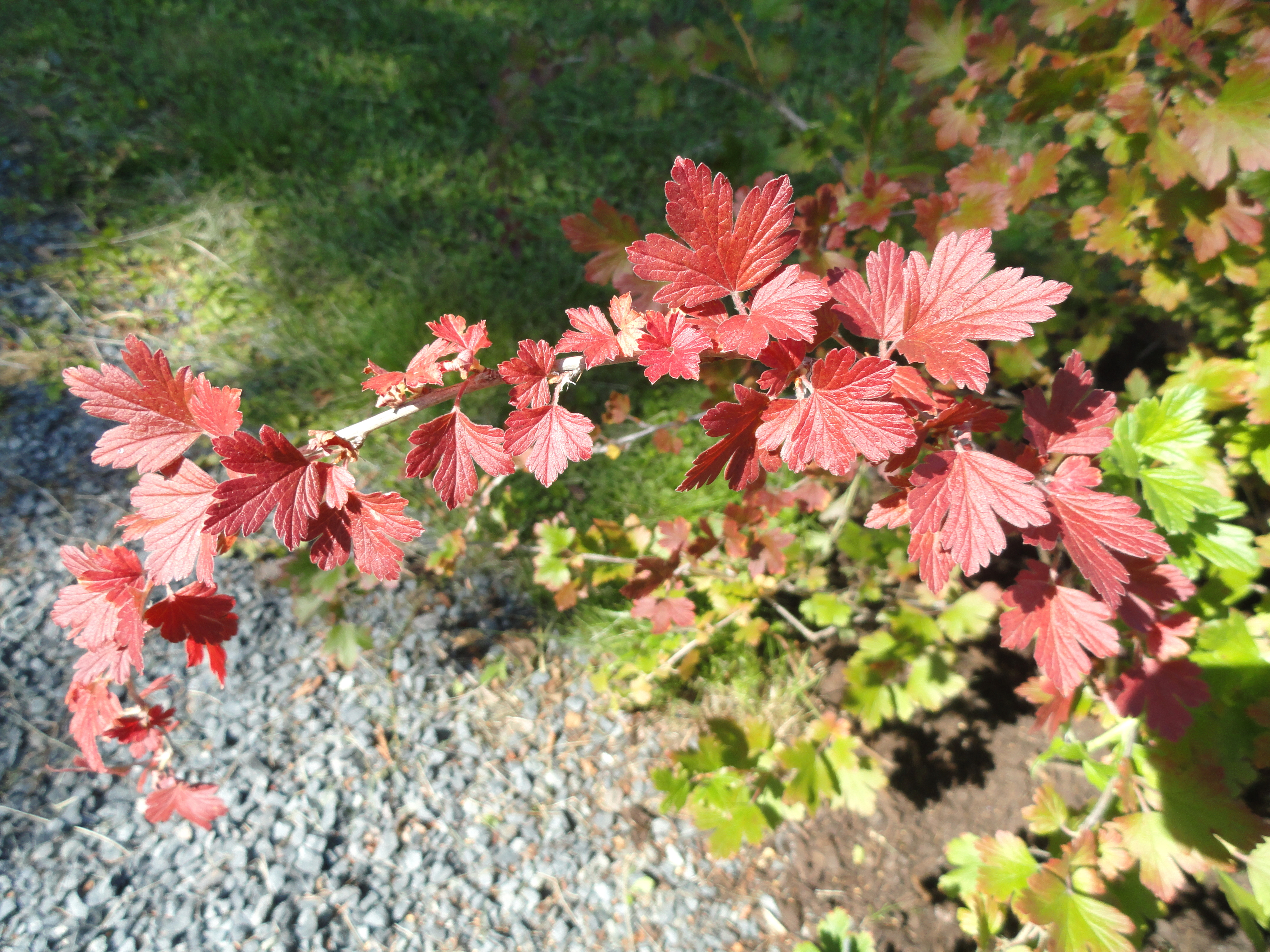
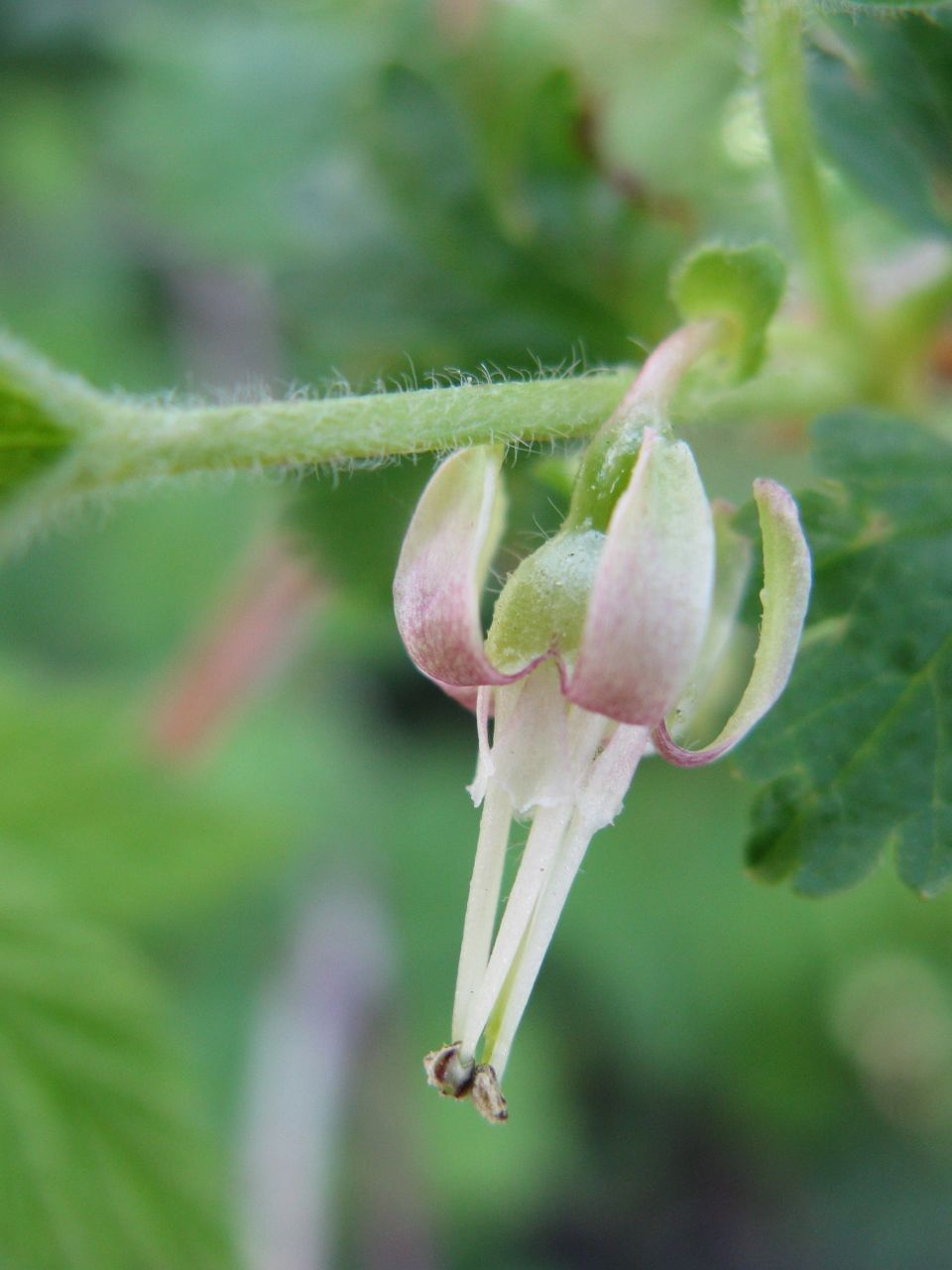
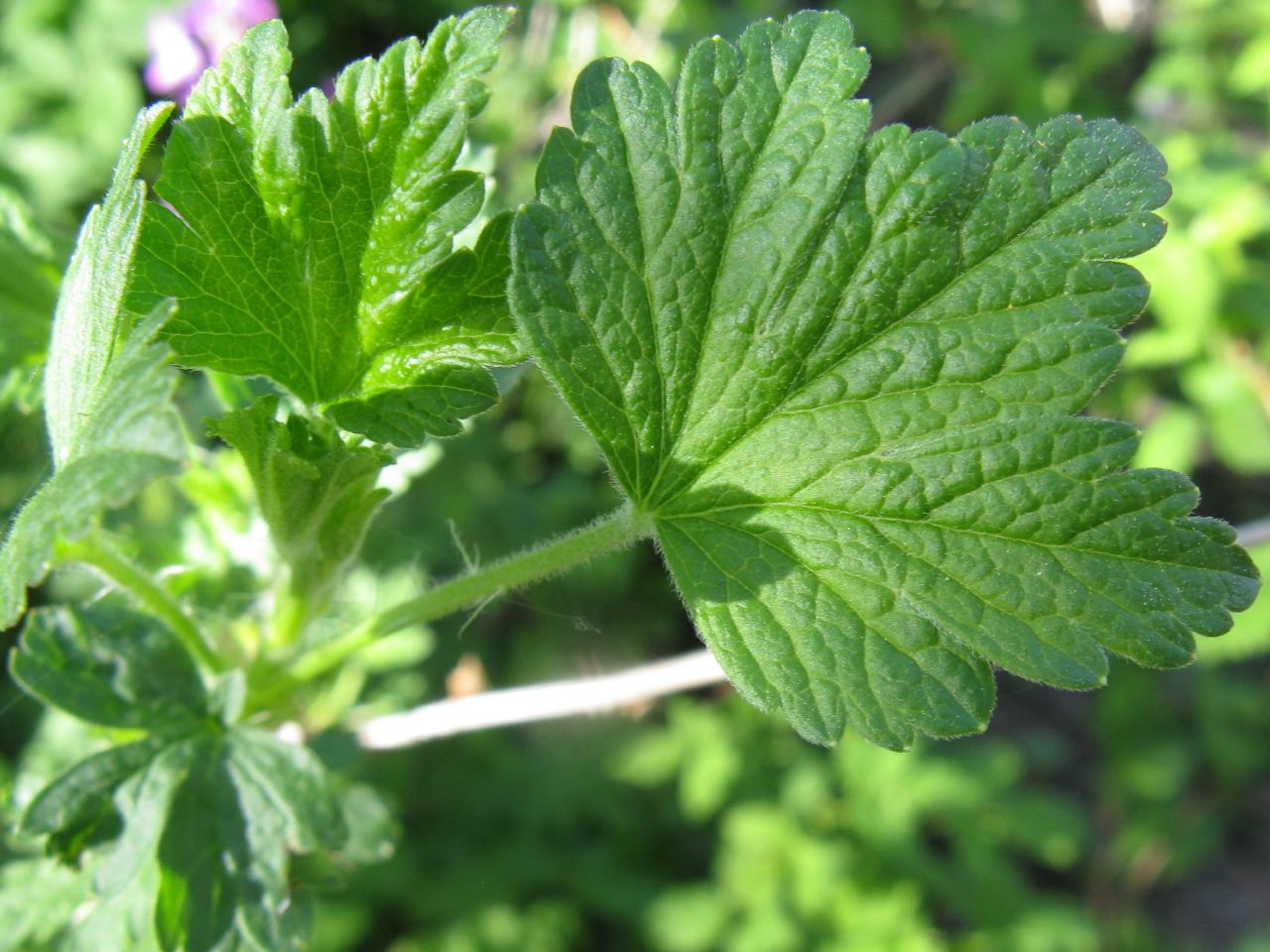